# Rob Doornbos
Rob Doornbos (* 29. Januar 1985 in Kampen, Niederlande) ist ein niederländischer Theaterpädagoge, Regisseur und Kulturvermittler. Er ist Gründer und Geschäftsführer der Theaterland gemeinnützige GmbH in Karlsruhe und wurde mehrfach für seine theaterpädagogischen Arbeiten ausgezeichnet.

## Leben und Ausbildung
Rob Doornbos wuchs in den Niederlanden auf und absolvierte sein Abitur mit dem Schwerpunkt Kultur und Gesellschaft in Kampen. Von 2002 bis 2010 studierte er „Theatre in Education“ an der Academy of Theatre in Zwolle. Während seiner Ausbildung absolvierte er unter anderem Praktika am GRIPS Theater und am ATZE Musiktheater in Berlin. Seine Bachelorarbeit beschäftigte sich mit der Rolle der Theaterpädagogik an festen Theatern in Deutschland.

## Beruflicher Werdegang
Seit 2006 arbeitet Doornbos als freischaffender Theaterpädagoge und Regisseur. Früh engagierte er sich im Aufbau und in der Durchführung mobiler Theaterprojekte zu gesellschaftlich relevanten Themen, etwa zu Jugendgewalt (Zusammentreten, 2007), Homosexualität (Egohelden, 2009) oder sexueller Gewalt unter Jugendlichen (Am Ende der Angst, 2008–2013).
Er inszenierte an zahlreichen Bühnen, darunter das Festspielhaus Baden-Baden, das Sandkorn Karlsruhe, das Theater Baden-Baden, das Naturtheater Grötzingen, die Neue Studiobühne Baiersbronn, Burgbühne Oberkirch und das KKT Ensemble Stuttgart. Seit 2019 ist er künstlerischer Leiter und Geschäftsführer der von ihm gegründeten Theaterland gGmbH, die unter anderem Theaterprojekte an Schulen, Familienvorstellungen und Fortbildungen für pädagogisch Mitarbeitende organisiert.

## Auszeichnungen
- 2010: Jugendtheaterpreis der Stadt Karlsruhe für Egohelden[7]
- 2019: Landesamateurtheaterpreis Baden-Württemberg (LAMATHEA) in der Kategorie Innenraumtheater für Sushi Girls mit dem KKT Ensemble Stuttgart[6]
- 2021: Zweiter Platz beim 15. Junge Ohren Preis für das Musikvermittlungsprojekt Things Fall Apart am Festspielhaus Baden-Baden[8]

## Weitere Tätigkeiten
Rob Doornbos war bis 2023 Mitglied im Künstlerischen Beirat des Landesverbands Amateurtheater Baden-Württemberg. Er ist als Juror und Moderator bei verschiedenen Jugend- und Schultheatertagen in Baden-Württemberg aktiv. Auf seinem YouTube-Kanal vermittelt er theaterpädagogische Inhalte für Kinder und Jugendliche.